# Lockheed XF-90
El Lockheed XF-90 fue un avión de caza desarrollado por la compañía Lockheed Corporation en respuesta a un requerimiento de la Fuerza Aérea de los Estados Unidos por un caza de largo alcance y escolta de bombarderos. El avión fue diseñado por Willis Hawkins y el equipo Skunk Works liderado por Kelly Johnson. Para el mismo requerimiento, McDonnell produjo el XF-88 Voodoo. Lockheed consiguió un contrato para la producción de dos prototipos (números de serie 46-687 y 46-688) con la designación inicial XP-90 (renombrado XF-90 en 1948). El primer vuelo de este modelo fue el 3 de junio de 1949 con el piloto de pruebas Tony LeVier a los mandos, retrasado por dificultades de desarrollo y contratiempos políticos. El rendimiento del XF-90 se consideró inadecuado debido a su poca potencia y no entró en producción.

## Diseño y desarrollo

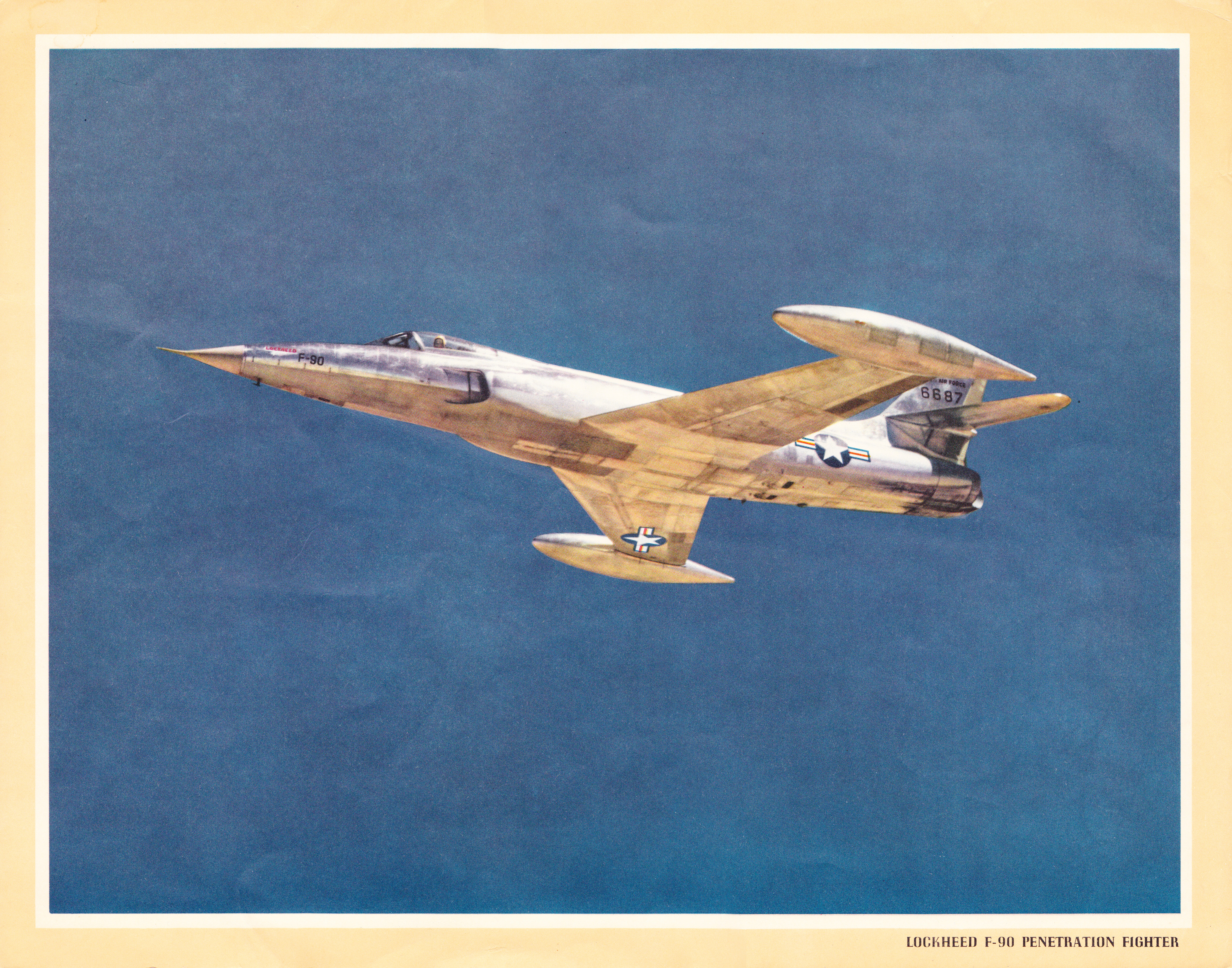
El XF-90 en vuelo.

En respuesta a una solicitud del Ejército por un avanzado caza a reacción, Lockheed propuso un reactor propulsado inicialmente por un turborreactor de flujo axial Lockheed L-1000, y luego por el General Electric J35. Posteriores refinamientos de diseño incluyeron el uso de dos motores Westinghouse J34 con posquemadores. Después de que los datos mostraran que una configuración de ala en delta no resultaba adecuada, el Lockheed Model 90 fue construido como maqueta en 1947 con alas en flecha.
El diseño final aglutinó mucha de la experiencia adquirida y compartió la disposición de la toma de aire y ala baja del anterior P-80 Shooting Star, pero con alas con una flecha de 35°, un morro puntiagudo y dos motores turborreactores de flujo axial Westinghouse J34-WE-11, proporcionando un empuje total de 27,6 kN (6200 lbf), montados lado a lado en la cola y alimentados por tomas de aire situadas en los laterales del morro. Las alas tenían slats de borde de ataque, flaps tipo Fowler y alerones en el borde de fuga. La cabina presurizada estaba equipada con un asiento eyectable y una cubierta de burbuja. El armamento propuesto era de seis cañones de 20 mm. El combustible interno era complementado por depósitos de punta alar, llegando a una capacidad total de combustible de 6308 l. El uso de la aleación de aluminio 75ST en lugar de la hasta entonces estándar 24ST, junto con pesadas partes forjadas y mecanizadas, resultó en una célula extremadamente bien construida y robusta. Sin embargo, estas innovaciones también resultaron en un avión con un peso en vacío de más del 50 % más pesado que sus competidores.
El primer XF-90 usaba J34 sin poscombustión, pero carecían de empuje suficiente para despegar, por lo que fue necesario usar cohetes RATO en la mayoría de los vuelos, a menos que llevara una carga de combustible muy pequeña. El segundo (XF-90A) tenía posquemadores instalados que habían sido probados en un avión bancada F-80. Incluso así, el avión continuó falto de potencia.

### Pruebas y evaluación

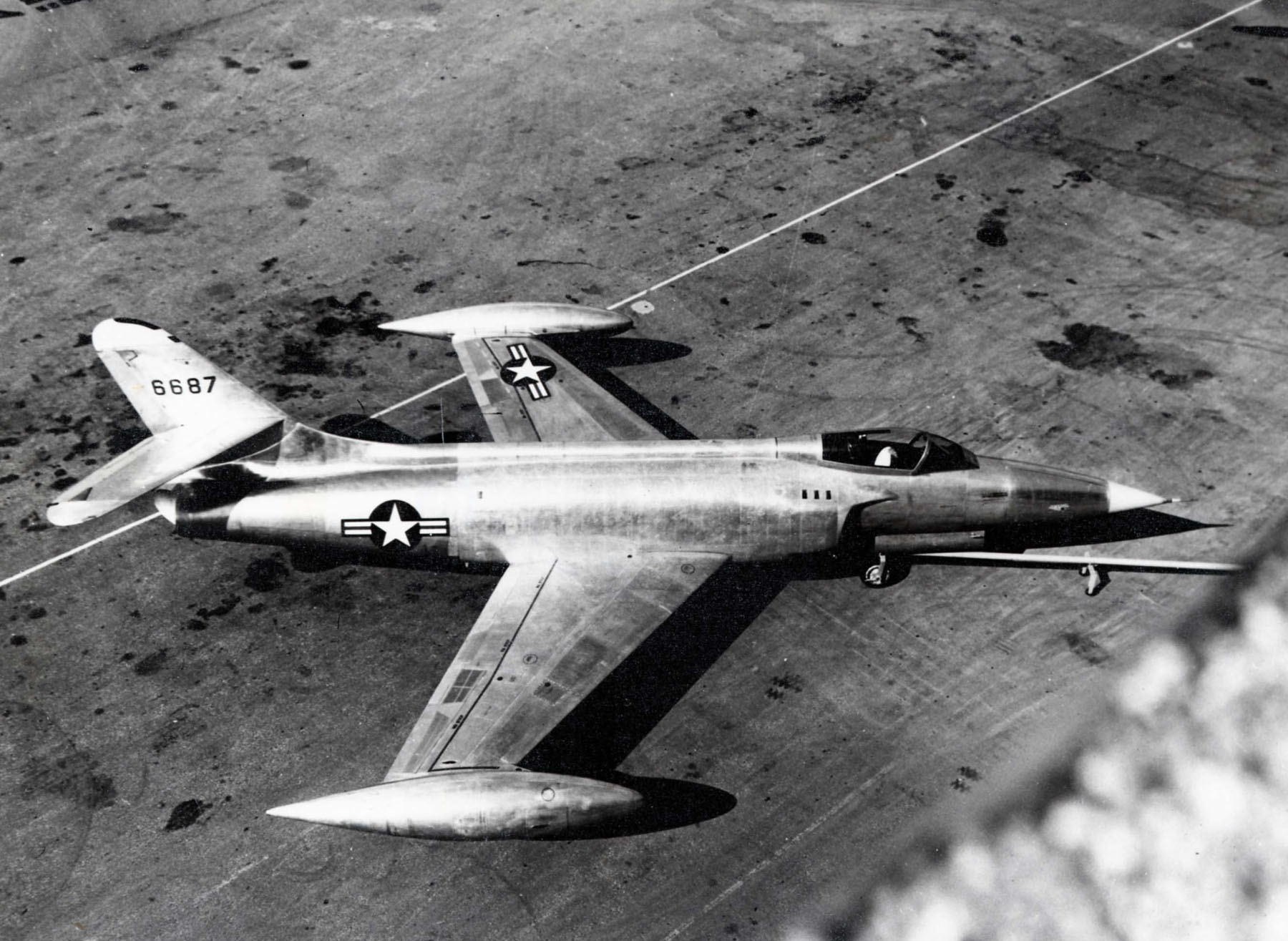
El primer prototipo del XF-90.

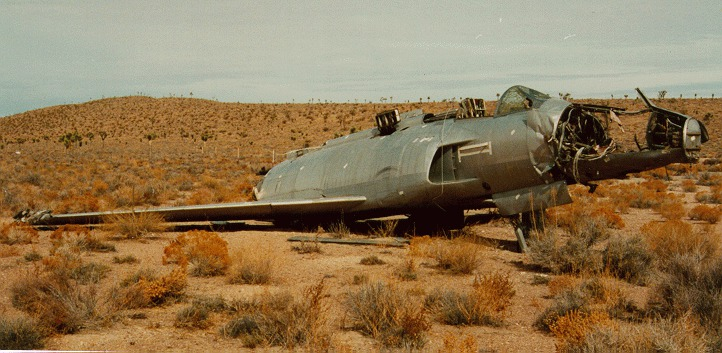
Restos del segundo prototipo del XF-90.

El XF-90 fue el primer reactor de la USAF con posquemador y el primer reactor de Lockheed en volar en supersónico, aunque en un picado. También incorporaba un inusual estabilizador vertical que podía moverse hacia delante y hacia atrás para ajustar el estabilizador horizontal. Debido en parte a que el diseño de Lockheed se probó falto de potencia, quedó segundo tras el McDonnell XF-88 Voodoo, que ganó el contrato en septiembre de 1950, antes de que el proyecto del caza de penetración fuera asimismo abandonado.
Una vez que Lockheed perdió el contrato de producción, los dos prototipos fueron retirados a otras tareas de pruebas. El primer avión (46-687) fue transportado al Laboratorio del NACA en Cleveland (Ohio) en 1953, para realizar pruebas estructurales. Ya no estuvo más en condiciones de volar, y su extremadamente fuerte célula fue probada hasta su destrucción. El otro (46-688) sobrevivió a tres explosiones atómicas en Frenchman Flat, dentro del Emplazamiento de pruebas de Nevada, en 1952.

## Variantes
Model 90
Designación interna de la compañía.
XP-90
Designación inicial dada por las USAAF.
XF-90
Designación final del proyecto. Prototipo de caza, uno construido.
XF-90A
Segundo prototipo, motores con posquemadores, uno construido.

## Operadores
Estados Unidos
- Fuerza Aérea de los Estados Unidos

## Apariciones notables en los medios
El XF-90 pervivió como el avión volado desde los años 50 por el popular Blackhawks Squadron en la serie de cómics del mismo nombre, publicado por primera vez por Quality Comics y más tarde por DC Comics. Los Blackhawks volaban modelos monomotores B y C, variantes de producción de ficción del bimotor XF-90 de Lockheed.

## Disposición de los aviones
- 46-0687: Probado hasta su destrucción en el laboratorio del NACA en Cleveland (Ohio).[6]
- 46-0688: En almacenamiento, esperando restauración en el Museo Nacional de la Fuerza Aérea de Estados Unidos en Dayton (Ohio). En 2003, el muy dañado casco fue recuperado del Emplazamiento de Pruebas de Nevada y trasladado allí. Actualmente está bajo restauración menor en una de las instalaciones del Museo. Sus alas han sido desmontadas, y su morro está mutilado por las explosiones nucleares. Durante el proceso de descontaminación, todos los remaches tuvieron que ser desmontados para retirar la arena radioactiva. El avión se encuentra en exhibición en la galería de la Guerra Fría del museo, en un diorama que reproduce el Nevada Test Site.[7][8]

## Especificaciones (XF-90A)

### Características generales
- Tripulación: Uno (piloto)
- Longitud: 17,1 m (56,2 ft)
- Envergadura: 12,2 m (40 ft)
- Altura: 4,8 m (15,7 ft)
- Superficie alar: 32 m² (344,5 ft²)
- Peso vacío: 8204 kg (18 081,6 lb)
- Peso cargado: 12 363 kg (27 248,1 lb)
- Peso máximo al despegue: 14 118 kg (31 116,1 lb)
- Planta motriz: 2× turborreactor Westinghouse J34-WE-15.
  - Empuje normal: 18 kN (1835 kgf; 4047 lbf) de empuje cada uno.

### Rendimiento
- Velocidad máxima operativa (Vno): 1064 km/h (661 MPH; 575 kt)
- Alcance: 3680 km (1987 nmi; 2287 mi)
- Techo de vuelo: 11 890 m (39 009 ft)
- Régimen de ascenso: 28,2 m/s (5551 ft/min)
- Carga alar: 386 kg/m² (79,1 lb/ft²)
- Empuje/peso: 0,3

### Armamento
- Cañones: 

  - 6 de 20 mm
- Bombas: 907 kg
- Cohetes: 

  - 8× HVAR de 127 mm

## Aeronaves relacionadas

### Aeronaves similares
- McDonnell XF-88 Voodoo
- North American YF-93

### Secuencias de designación
- Secuencia P-_ (Cazas (Pursuit/Fighter) del USAAC/USAAF/USAF, 1924-1962): ← P-87/F-87 - P-88/F-88 - P-89/F-89 - P-90/F-90 - P-91/F-91 - P-92/F-92 - F-93 →